# Aquakomplexy kovů
Aquakomplexy kovů jsou komplexní sloučeniny obsahující kationty kovů, kde jako ligandy slouží molekuly vody. Jedná se o hlavní formu mnoha solí, například dusičnanů, síranů a chloristanů, ve vodných roztocích. Dají se popsat obecným vzorcem [M(H2O)n]z+. Jejich vlastnosti mají význam pro řadu oborů, jako jsou biochemie a průmyslová chemie. V tomto článku jsou popsány komplexy, kde je voda jediným ligandem (homoleptické aquakomplexy), ale existuje i mnoho komplexů, které kromě aqua- obsahují i jiné ligandy.

## Stechiometrie a struktura

### Hexaaquakomplexy

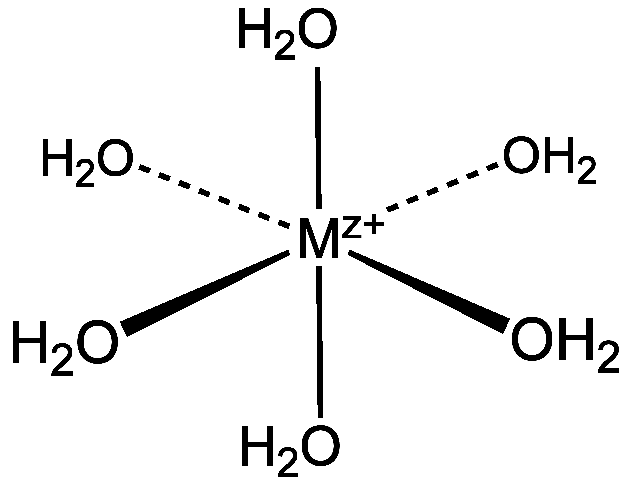
Struktura oktaedrického aquakomplexu

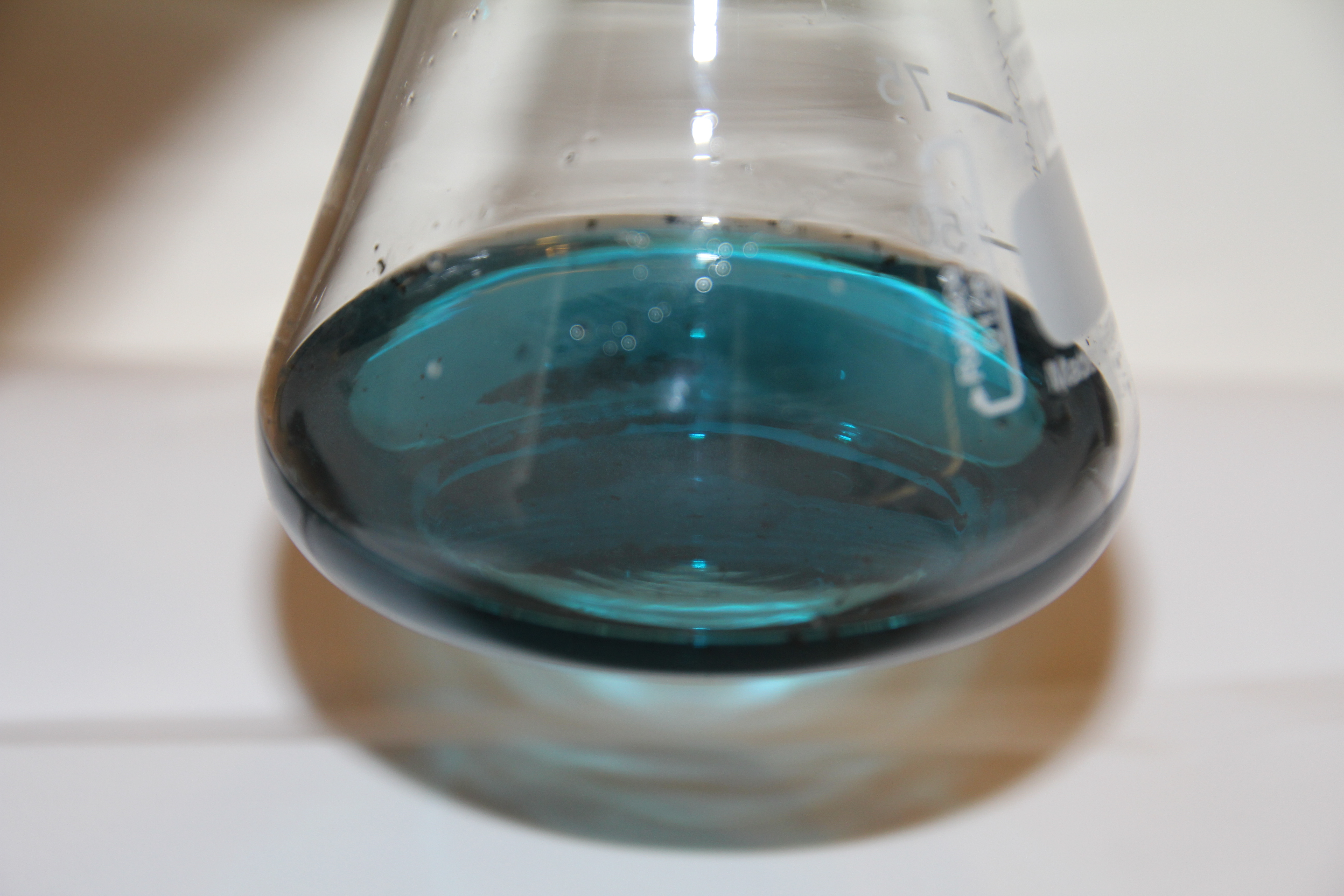
Vodný roztok chromnaté soli

Většina aquakomplexů je jednojaderných a odpovídá obecnému vzorci [M(H2O)6] +
n , kde n = 2 nebo 3; jejich molekulová geometrie je oktaedrická. Molekuly vody účinkují jako Lewisovy zásady, které dodávají elektronové páry na ionty kovu a vytváří tak s nimi kovalentní vazby. V následující tabulce je zobrazeno několik příkladů.
| Komplex      | barva          | elektronová konfigurace | vzdálenost M–O (pm)[3] | rychlost výměny vody (s−1, 25 °C)[4] | rychlost výměny M2+/3+ (M−1s−1, 25 °C) |
| ------------ | -------------- | ----------------------- | ---------------------- | ------------------------------------ | -------------------------------------- |
| Ti(H2O) 3+ 6 | fialová        | (t2g)1                  | 202,5                  | 18×105                               |                                        |
| V(H2O) 2+ 6  | fialová        | (t2g)3                  | 212                    | 87×101                               | vysoká                                 |
| V(H2O) 3+ 6  | žlutá          | (t2g)2                  | 99,1[5]                | 50×102                               | vysoká                                 |
| Cr(H2O) 3+ 6 | modrá          | (t2g)3(eg)1             | 206 a 233              | 12×108                               | nízká                                  |
| Cr(H2O) 3+ 6 | fialová        | (t2g)3                  | 196,1                  | 24×10−6                              | nízká                                  |
| Mn(H2O) 2+ 6 | světle růžová  | (t2g)3(eg)2             | 217,7                  | 21×107                               |                                        |
| Fe(H2O) 2+ 6 | modrozelená    | (t2g)4(eg)2             | 209,5                  | 44×106                               | vysoká                                 |
| Fe(H2O) 3+ 6 | světle fialová | (t2g)3(eg)2             | 199,0                  | 16×102                               | vysoká                                 |
| Co(H2O) 2+ 6 | růžová         | (t2g)5(eg)2             | 208                    | 32×106                               |                                        |
| Ni(H2O) 2+ 6 | zelená         | (t2g)6(eg)2             | 205                    | 32×104                               |                                        |
| Cu(H2O) 2+ 6 | modrá          | (t2g)6(eg)3             | 197 a 230              | 57×109                               |                                        |
| Zn(H2O) 2+ 6 | bezbarvá       | (t2g)6(eg)4             | ?                      | ?                                    |                                        |
Tuttonovy soli jsou krystalické sloučeniny s obecným vzorcem (NH4)2M(SO4)2*(H2O)6 (M = V2+, Cr2+, Mn2+, Co2+, Ni2+ nebo Cu2+). Také jsou známy podvojné hexaaqua soli typu MM′(SO4)2(H2O)12

### Tetraaquakomplexy
Stříbrné soli vytváří neobykle tetraedrické aquaionty [Ag(H2O)4]+. U palladnatých a platnatých iontů se předpokládalo, že jejich aquakomplexy jsou čtvercově rovinné.

### Okta- a nonaaquakomplexy
Aquakomplexy trojmocných lanthanoidů mívají koordinační čísla 8 a 9, což odpovídá větším rozměrům jejich kovových center.

### Dvojjaderné aquakomplexy

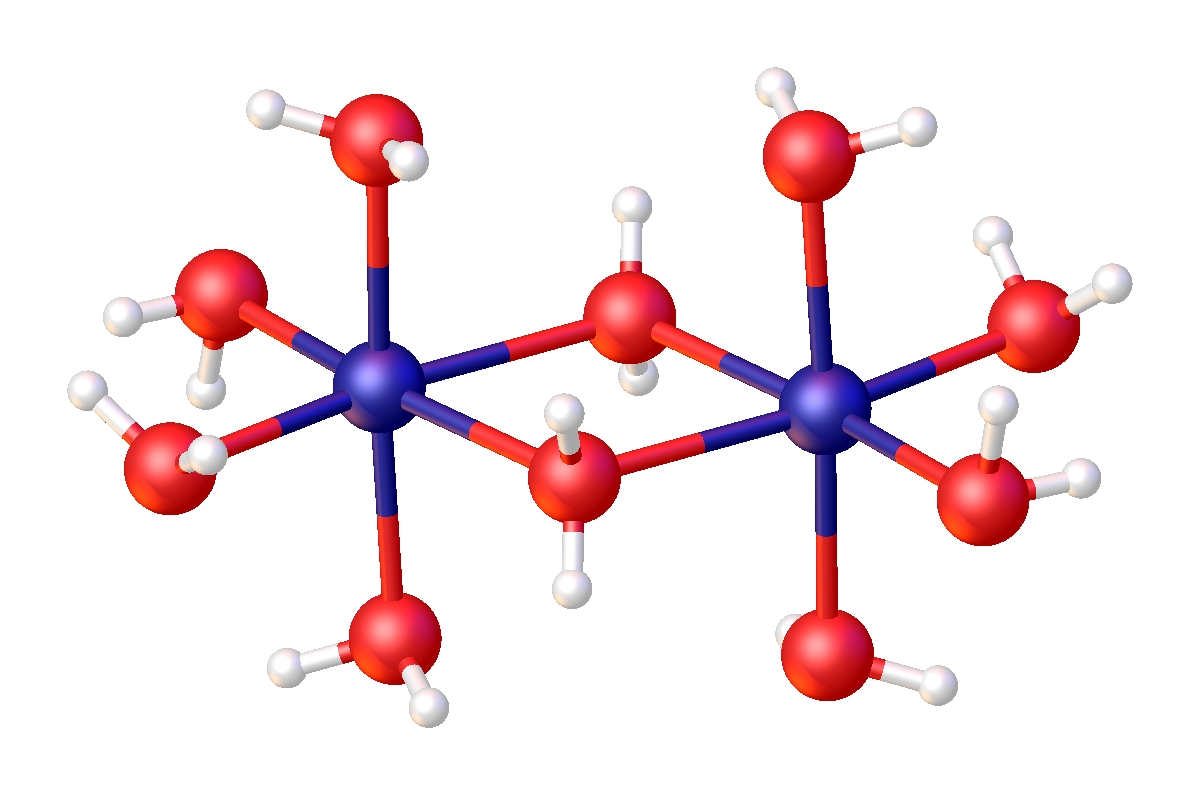
Struktura [Co_{2}(OH_{2})_{10}]^{4+}; červená = O, bílá = H, modrá = Co.

V dvojjaderném iontu [Co2(OH2)10]4+ každá můstková molekula vody dodává jeden pár elektronů na první a druhý na další kobaltnatý ion. Co-O můstky mají délku 213 pm a délky koncových vazeb Co-O jsou o 10 pm menší.
Komplexy [Mo2(H2O)8]4+ a [Rh2(H2O)104+ obsahují vazby kov-kov.

### Hydroxo- a oxo- komplexy aquaiontů
Monomerní aquakomplexy Nb, Ta, Mo, W, Mn, Tc, Re a Os v oxidačních číslech +4 až +7, jako například [Ti(H2O)6]4+, nejsou známy; ve zředěných roztocích se vyskytují hydrolyzované částice [Ti(OH)2(H2O)n]2+. Při vyšších oxidačních číslech se efektivní elektrické náboje kationtů dále snižují tvorbou oxokomplexů, například vanadičné ionty vytvářejí vanadylové komplexy. Hypotetická reakce
[V(H2O)6]5+ → [VO(H2O)5]3+ + 2 H+
probíhá úplně a hexaaquaion v roztocích vanadičných solí nelze zachytit. Od chromových a manganistých iontů jsou známy pouze oxyanionty.

## Reakce
K základním reakcím aquaiontů obsahujících kovy patří výměny ligandů, přenosy elektronů a acidobazické reakce.

### Výměna vody
K výměnám ligandů u aquakomplexů patří přechod vody z ligandu do roztoku. Voda zapojená do takového děje se často značí H2O*:
M(H2O) z+
n  + H2O* → M(H2O)n−1H2O *
z  + H2O
Bez izotopového značkování je reakce degenerovaná (změna entalpie je rovna nule).
Rychlosti reakcí se mohou lišit o několik řádů. Vliv na ně má zejména náboj: více nabité aquakationty vyměňují vodu pomaleji než kationty s jednoduchým nábojem. U [Na(H2O)6]+ probíhá 109krát rychleji než u [Al(H2O)6]3+. Významná je z tohoto hlediska také elektronová konfigurace, což se například projevuje tím, že rychlost výměny vody u [Al(H2O)6]3+ je také 109krát rychlejší než u [Ir(H2O)6]3+.
Výměna vody obvykle probíhá disociativní substitucí, rychlostní konstanty naznačují, že jde o reakci prvního řádu.

### Výměny elektronů
Výměny elektronů se obvykle projevují vzájemnými přeměnami dvoj- a trojvazných iontů kovů, kdy se vyměňuje jediný elektron. Ion přitom zdánlivě vyměňuje elektrony sám se sebou. V následující tabulce jsou uvedeny standardní elektrodové potenciály reakcí tohoto typu:
[M(H2O)6]2+ + [M(H2O)6]3+ ⇌ [M(H2O)6]3+ + [M(H2O)6]2+
| V     | Cr    | Mn    | Fe    | Co    |
| ----- | ----- | ----- | ----- | ----- |
| −0,26 | −0,41 | +1,51 | +0,77 | +1,82 |
Tyto hodnoty ukazují na rostoucí stabilitu nižších oxidačních čísel při růstu atomových čísel. Vysoká hodnota u manganu je způsobena tím, že oktaedrický manganatý komplex má nulovou stabilizační energii krystalového pole, zatímco manganitý jej má na hodnotě 3 jednotek.
Uvedenou výměnu lze popsat rovnicí:
[M(H2O)6]2+ + [M*(H2O)6]3+ → [M*(H2O)6]3+ + [M(H2O)6]2+
Rychlosti výměn elektronů se mohou výrazně lišit, což lze přičíst rozdílům v reorganizačních energiích: pokud má dvojmocný kation strukturu výrazně odlišnou od trojmocného, tak probíhají pomalu.
Přenos elektronu probíhá ve vnější sféře. Vysoké reorganizační energie jsou obvykle spojené se změnami populace na úrovni eg, přinejmenším u oktaedrických komplexů.

### Acidobazické reakce
Roztoky aquakomplexů jsou kyselé, protože dochází k ionizaci protonů v ligandech. Ve zředěných roztocích má chromitý aquakomplex pKa přibližně 4,3:
[Cr(H2O)6]3+ ⇌ [Cr(H2O)5(OH)]2+ + H+
Aquaion je tak slabou kyselinou, podobnou kyselině octové s pKa kolem 4,8. Tyto hodnoty pKa jsou pro trojmocné ionty běžné. Vliv elektronové konfigurace na kyselost lze ukázat na tom, že [Ru(H2O)6]3+ (pKa = 2,7) je kyselejší než [Rh(H2O)6]3+ (pKa = 4), přestože by rhoditý komplex měl být více elektronegativní. Tyto výsledky souvisí se stabilizací pí-donorového hydroxidového ligandu t2g)5 ruthenitého centra.
V koncentrovaných roztocích probíhají u některých hydroxokomplexů kondenzační reakce, nazývané olace, kdy vznikají polymery; takto například pravděpodobně vzniká řada minerálů. Aquakomplexy dvouvazných iontů jsou méně kyselé než au iontů trojvazných.
Hydrolyzované ionty mají často jiné vlastnosti než jejich hexaaqua prekurzory, například výměna vody u [Al(H2O)5OH]2+ je 20 000krát rychlejší než u [Al(H2O)6]3+.